# ニルダ・ロメロ
ニルダ・ロメロ・サンタクルス（スペイン語: Nilda Romero Santacruz、1976年 - ）は、パラグアイの弁護士であり、政治家であり、現在パラグアイ女性大臣を務める。

## 経歴
ロメロは、アスンシオン国立大学を弁護士および公証人の資格を得て卒業し後、国家戦略計画および管理の修士号を取得した。彼女は2001年から2006年までアスンシオン市の評議員を務めた。その後、2010年から2015年までジェンダー政策のディレクターを務めた。2015年から上級選挙司法裁判所で人事部の理事として働き、後に顧問を務めた。
2018年8月、マリオ・アブド・ベニテスパラグアイ大統領によりパラグアイ女性大臣に任命された。

## 政策
- ジェンダー平等と女性に対する暴力の排除を掲げる。
- 女性の雇用の機会を増やし、経済的自立を確立する
- 女性の政治参加を増やし、パリテ法（民主的平等法）を支持する。